# Concertul (2009)
Concertul este un film românesc din 2009 regizat de Radu Mihăileanu. Rolurile principale au fost interpretate de actorii Aleksei Gusov, Mélanie Laurent, Dmitri Nazarov.

## Distribuție
Distribuția filmului este alcătuită din:
- Maria Dinulescu — Genkine
- Dmitri Nazarov — Alexander „Sașa” Abramovici Grosman
- Mélanie Laurent — Anne-Marie Jacquet / Lea
- Constantin Drăgănescu
- Ion Sapdaru
- Valentin Teodosiu
- Vlad Ivanov — Piotr Tretiakin
- Mihai Călin
- Alexei Guskov — Andrei Simonovici Filipov